# NINJ1
NINJ1‏ (Ninjurin 1) هوَ بروتين يُشَفر بواسطة جين NINJ1 في الإنسان.